# 向日町駅
向日町駅（むこうまちえき）は、京都府向日市寺戸町久々相（くぐそう）にある、西日本旅客鉄道（JR西日本）・日本貨物鉄道（JR貨物）東海道本線の駅である。駅番号はJR-A34。「JR京都線」の愛称区間に含まれている。

## 概要
構内に京都市南区との境界がある。向日市の中心部、阪急電鉄京都線東向日駅とは約500mほどの距離がある。なお、同じく向日市所在の阪急京都線の東向日駅（旧 東向日町駅）・西向日駅（旧 西向日町駅）は1972年10月の市制施行とともに現在の駅名に改称されたが、当駅は市制を施行しても改称されなかった。
当駅は開業当初から西口しか設けられていないが、2026年冬をめどに橋上駅舎への改築と東口新設が進められている。東口には市街地再開発事業として駅前広場が整備されるほか、5階建ての駅ビルと38階建ての超高層マンションが建設される予定。このマンションは高さ128mで、京都府内で最も高いマンションとされる。さらに、京都市と向日市の都市計画事業として、向日町上鳥羽線、牛ケ瀬勝竜寺線の整備が計画されているほか、土地区画整理事業として駅南東部の森本東部地区を工業用地とする予定であり、既にニデックの新拠点「ニデックパーク」が進出している。

## 歴史
京都府内で最も歴史の古い鉄道駅である。

### 年表
- 1876年（明治9年）
  - 7月26日：官設鉄道が大阪駅から延伸した際の終着として開業[2]。
  - 9月5日：官設鉄道が大宮通仮停車場（1877年2月6日の京都駅開業までの暫定的な終着）まで延伸し、途中駅となる。
- 1895年（明治28年）4月1日：線路名称制定。東海道線（1909年より東海道本線）の所属となる。
- 1966年（昭和41年）7月1日：駅舎改築[8]。
- 1972年（昭和47年）10月1日：市制施行により、所在地が向日市となる。
- 1985年（昭和60年）3月14日：荷物扱い廃止[2]。日中時間帯の快速列車停車により、内側線のホームが12両編成停車対応に増設される。
- 1987年（昭和62年）4月1日：国鉄分割民営化により、西日本旅客鉄道（JR西日本）・日本貨物鉄道（JR貨物）の駅となる[2]。
- 1988年（昭和63年）3月13日：路線愛称の制定により、「JR京都線」の愛称を使用開始。
- 1997年（平成9年）6月21日：自動改札機を設置し、供用開始[9]。
- 1999年（平成11年）6月24日：当駅には住友大阪セメント向日町サービスステーションの専用線が接続し、近江長岡駅（同社伊吹工場）からのセメント輸送が行われていたが、この日の到着便をもって廃止。
- 2002年（平成14年）7月29日：JR京都・神戸線運行管理システム導入[10]。
- 2003年（平成15年）11月1日：ICカード「ICOCA」の利用が可能となる。
- 2006年（平成18年）3月27日：本巣駅（住友大阪セメント岐阜工場）からのセメント輸送がこの日の到着便をもって廃止され、貨物列車の設定が廃止された。
  - かつては、日本石油・シェル石油の油槽所が付近にあり、そこへも専用線が続いていた。その他、陸上自衛隊桂駐屯地や1999年8月に閉鎖されたキリンビール京都工場までの専用線もあった。
- 2007年（平成19年）3月18日：駅自動放送を更新。
- 2014年（平成26年）5月25日：改札口とホームを結ぶエレベーターと改札内の多目的トイレが使用を開始する。
- 2015年（平成27年）3月12日：入線警告音の見直しに伴い、接近メロディ導入[11]。
- 2018年（平成30年）
  - 3月8日：この日をもってみどりの窓口が営業終了[要出典]。
  - 3月9日：みどりの券売機プラスの利用を開始[要出典]。
  - 3月17日：駅ナンバリングが導入され、使用を開始する

・2025年  (令和7年)   10月：橋上駅舎の一部の使用を開始
・2026年  (令和8年)   冬：橋上駅舎全体の使用を開始

## 駅構造
島式ホーム2面4線を持ち、上り待避線と下り待避線兼向日町操車場からの出区線、向日町操車場への入区線を有する地上駅（12両編成対応）である。外側線に列車が停車しないため外側の1・4番のりばには柵があり、内側の2・3番のりばのみ乗降の取り扱いを行う。京都貨物駅からの貨物専用線が当駅構内で旅客線と合流するほか、京都総合運転所への入出庫駅でもあるため、場内・出発信号機を有する。
駅舎は線路西側にあり、ホームへは連絡地下道で結ばれている。2014年5月25日にエレベーターが設置されバリアフリー化され、トイレもリニューアルされた。
直営駅（高槻駅の被管理駅）かつICOCA利用可能駅で、提携ICカードも利用可能。

### のりば
| のりば | 路線       | 方向 | 線路   | 行先                       |
| ------ | ---------- | ---- | ------ | -------------------------- |
| 1      | A JR京都線 | 上り | 外側線 | （通過列車のみのため閉鎖） |
| 2      | JR京都線   | 上り | 内側線 | 京都・草津方面             |
| 3      | JR京都線   | 下り | 内側線 | 大阪・三ノ宮方面           |
| 4      | A JR京都線 | 下り | 外側線 | （通過列車のみのため閉鎖） |

- 上表の路線名は旅客案内上の名称（愛称）で表記している。

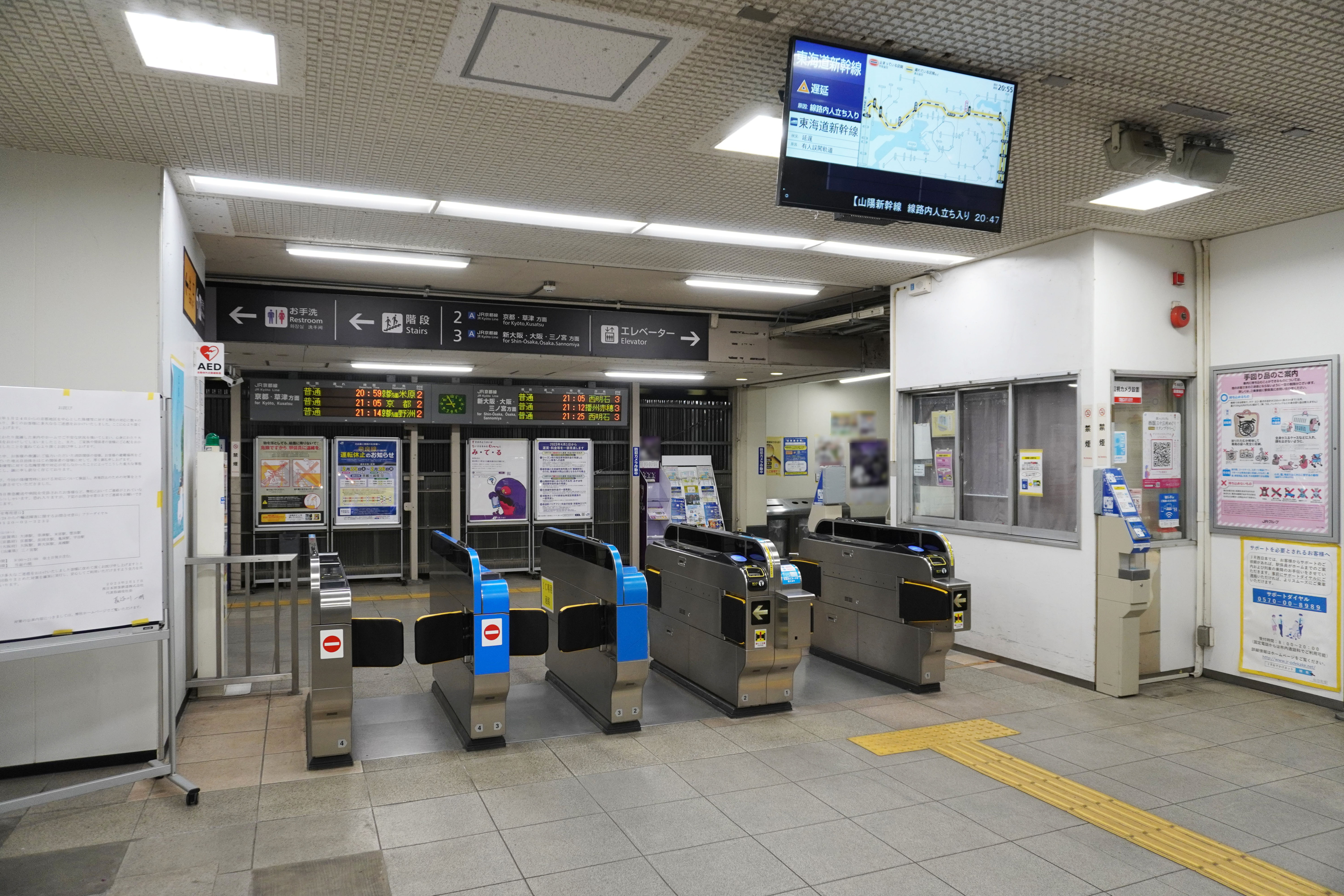
改札口（2023年2月）
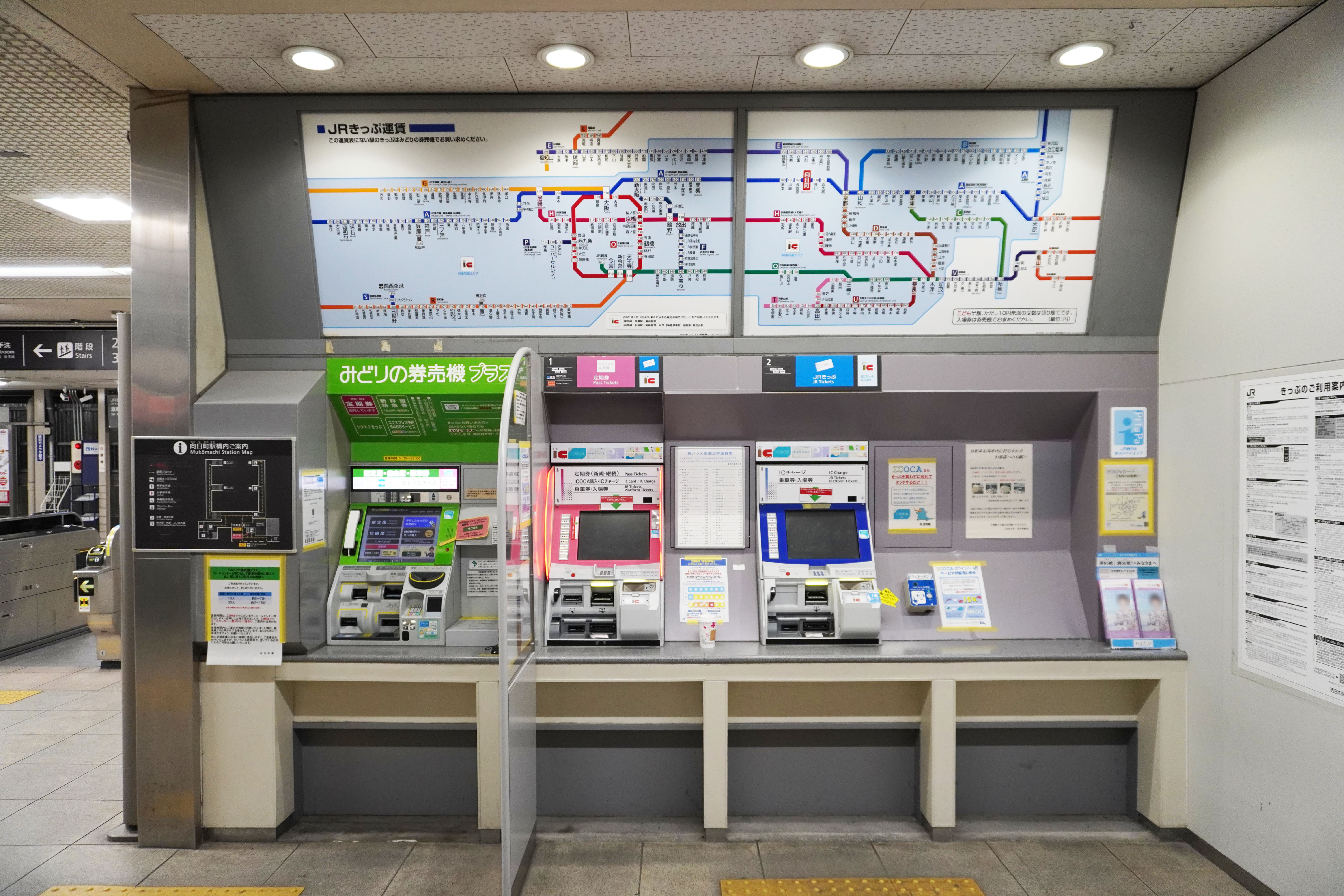
切符売り場（2023年2月）
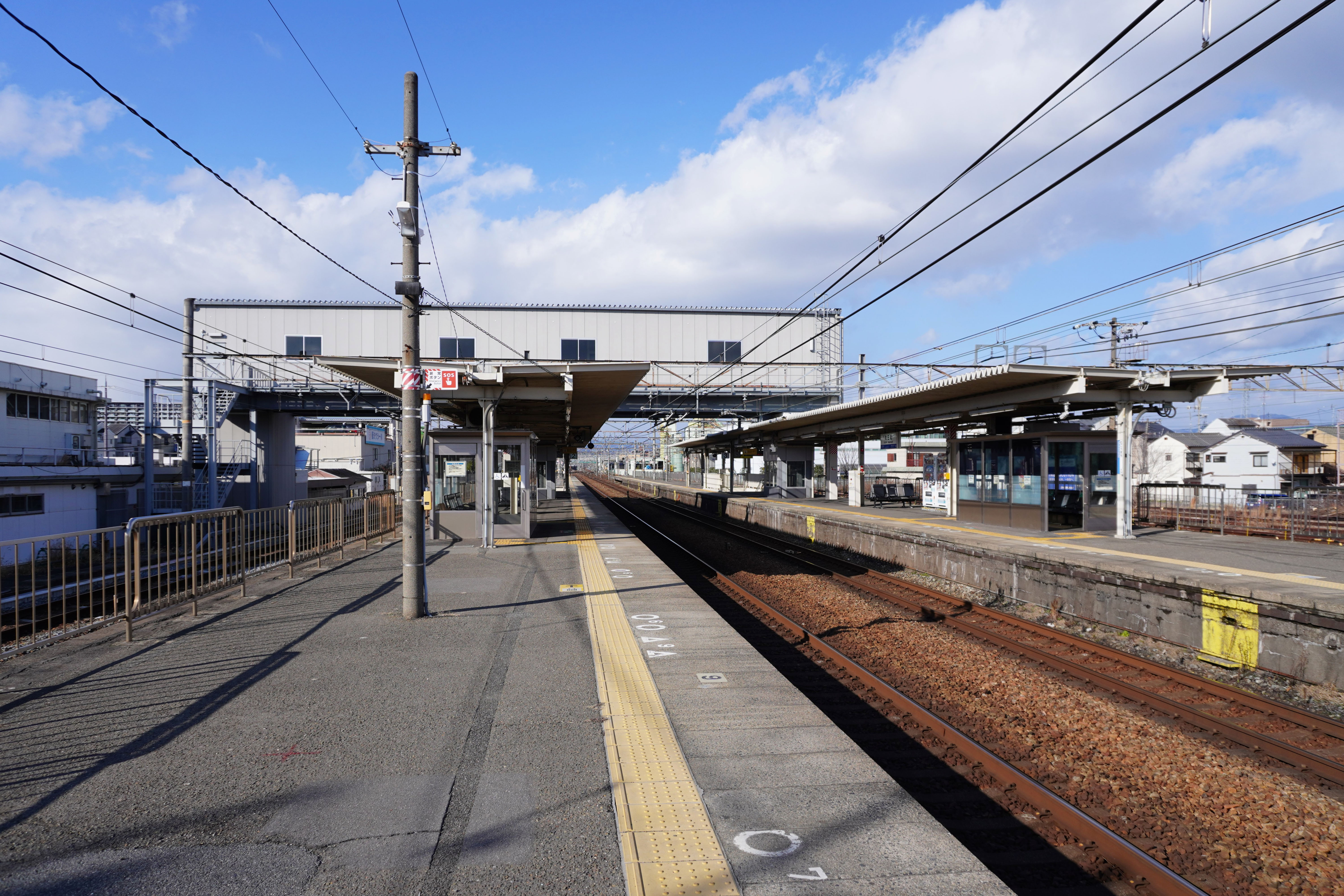
ホーム（2023年2月）

### 運転取り扱い上の呼称
- 1番線：ホームなし（上り待避線）
- 2番線：1番のりば、下り外側線（本線）
- 3番線：2番のりば、下り内側線（本線）
- 4番線：3番のりば、上り内側線（本線）
- 5番線：4番のりば、上り外側線（本線）
- 6番線：ホームなし（下り待避線、入区線）
- 7番線：ホームなし（出区線）
  - 出典[13]

## 利用状況
2023年（令和5年）度の1日平均乗降人員は15,438人である。
各年度の乗車人員は下表の通り。1996年度までは京都府統計書のデータ（単位：千人）を日数で除した数値を、1997年度以降は向日市・長岡京市統計書のデータを記載している。
向日市・長岡京市でそれぞれ数値が異なる年度については向日市のものを優先している。
2009年に大幅に利用者数が減少しているのは桂川駅開業に伴い、洛西ニュータウン方面からのバスの一部路線が桂川駅発着になった影響である。
| 年度               | 乗車人員 | 出典          | 出典          | 出典            |
| 年度               | 乗車人員 | 京都府        | 向日市        | 長岡京市        |
| ------------------ | -------- | ------------- | ------------- | --------------- |
| 1991年（平成03年） | 7,555    | [ 京都府 1 ]  |               |                 |
| 1992年（平成04年） | 7,907    | [ 京都府 2 ]  |               |                 |
| 1993年（平成05年） | 8,392    | [ 京都府 3 ]  |               |                 |
| 1994年（平成06年） | 8,622    | [ 京都府 4 ]  |               |                 |
| 1995年（平成07年） | 8,921    | [ 京都府 5 ]  |               |                 |
| 1996年（平成08年） | 9,170    | [ 京都府 6 ]  |               |                 |
| 1997年（平成09年） | 9,462    | [ 京都府 7 ]  | [ 向日市 1 ]  |                 |
| 1998年（平成10年） | 9,703    | [ 京都府 8 ]  | [ 向日市 1 ]  |                 |
| 1999年（平成11年） | 9,489    | [ 京都府 9 ]  | [ 向日市 1 ]  |                 |
| 2000年（平成12年） | 9,837    | [ 京都府 10 ] | [ 向日市 1 ]  |                 |
| 2001年（平成13年） | 9,770    | [ 京都府 11 ] | [ 向日市 1 ]  |                 |
| 2002年（平成14年） | 9,906    | [ 京都府 12 ] | [ 向日市 2 ]  |                 |
| 2003年（平成15年） | 10,560   | [ 京都府 13 ] | [ 向日市 3 ]  |                 |
| 2004年（平成16年） | 10,967   | [ 京都府 14 ] | [ 向日市 4 ]  | [ 長岡京市 1 ]  |
| 2005年（平成17年） | 11,338   | [ 京都府 15 ] | [ 向日市 5 ]  | [ 長岡京市 1 ]  |
| 2006年（平成18年） | 11,575   | [ 京都府 16 ] | [ 向日市 6 ]  | [ 長岡京市 1 ]  |
| 2007年（平成19年） | 11,529   | [ 京都府 17 ] | [ 向日市 7 ]  | [ 長岡京市 1 ]  |
| 2008年（平成20年） | 10,344   | [ 京都府 18 ] | [ 向日市 8 ]  | [ 長岡京市 1 ]  |
| 2009年（平成21年） | 7,952    | [ 京都府 19 ] | [ 向日市 9 ]  | [ 長岡京市 2 ]  |
| 2010年（平成22年） | 7,741    | [ 京都府 20 ] | [ 向日市 10 ] | [ 長岡京市 3 ]  |
| 2011年（平成23年） | 7,763    | [ 京都府 21 ] | [ 向日市 11 ] | [ 長岡京市 4 ]  |
| 2012年（平成24年） | 7,797    | [ 京都府 22 ] | [ 向日市 12 ] | [ 長岡京市 5 ]  |
| 2013年（平成25年） | 7,971    | [ 京都府 23 ] | [ 向日市 13 ] | [ 長岡京市 6 ]  |
| 2014年（平成26年） | 7,864    | [ 京都府 24 ] | [ 向日市 14 ] | [ 長岡京市 7 ]  |
| 2015年（平成27年） | 7,693    | [ 京都府 25 ] | [ 向日市 15 ] | [ 長岡京市 8 ]  |
| 2016年（平成28年） | 7,648    | [ 京都府 26 ] | [ 向日市 16 ] | [ 長岡京市 9 ]  |
| 2017年（平成29年） | 7,764    | [ 京都府 27 ] | [ 向日市 17 ] | [ 長岡京市 10 ] |
| 2018年（平成30年） | 7,921    | [ 京都府 28 ] | [ 向日市 18 ] | [ 長岡京市 11 ] |
| 2019年（令和元年） | 7,994    | [ 京都府 29 ] | [ 向日市 19 ] | [ 長岡京市 12 ] |
| 2020年（令和02年） | 6,422    | [ 京都府 30 ] | [ 向日市 20 ] | [ 長岡京市 13 ] |
| 2021年（令和03年） | 6,672    | [ 京都府 31 ] | [ 向日市 21 ] | [ 長岡京市 14 ] |
| 2022年（令和04年） | 7,284    | [ 京都府 32 ] | [ 向日市 22 ] | [ 長岡京市 15 ] |

## 駅周辺
同駅の大阪駅寄りにはJR西日本の吹田総合車両所京都支所（旧・向日町運転所）がある。
京都府道207号線が駅前から伸びており、市の中心である東向日駅（阪急電鉄京都本線）周辺と結んでいる。
- 物集女車塚古墳
- 竹の径
- 桓武天皇皇后陵

駅改札は西側にしか無い為、駅東側へは200m北にある地下道か250m南にある地下道・踏切を経由する。

## バス路線
駅前ロータリーに阪急バスとヤサカバスが発着する。ほかに向日市コミュニティバス「ぐるっとむこうバス」も乗り入れている。

### 阪急バス
大山崎営業所の管轄。停留所名は「JR向日町駅」。
| 路線名   | 系統・行先                          | 備考                                                            |
| -------- | ----------------------------------- | --------------------------------------------------------------- |
| 大原野線 | 63系統：洛西バスターミナル/南春日町 | 朝夕は南春日町止まり                                            |
| 大原野線 | 64系統：右京の里循環                | 朝のみ東山先行、以降は勝山町先行                                |
| 大原野線 | 66系統：善峯寺/小塩                 | 1月6日から2月末までは小塩止まり、それ以外の時期は全便善峯寺行き |

### ヤサカバス
停留所名は「JR向日町」。
- 1号系統：桂坂中央

## 隣の駅
西日本旅客鉄道（JR西日本）
 JR京都線（東海道本線）
■新快速・■快速（京都駅 - 西明石駅間で快速。朝のみ運転）
通過
■普通（高槻駅 - 西明石駅間は快速となる列車を含む）
桂川駅 (JR-A33) - 向日町駅 (JR-A34) - 長岡京駅 (JR-A35)

### 記事本文